# Hartnup-Krankheit
| Klassifikation Hartnup-Krankheit | Klassifikation Hartnup-Krankheit |
| -------------------------------- | -------------------------------- |
|                                  |                                  |
| Tryptophan                       |                                  |

Die Hartnup-Krankheit (Hartnup-Syndrom) ist eine angeborene Störung des Transportes der meisten Aminosäuren durch die Körperzellen. Im Organismus ist dabei der Mangel der für den Menschen essentiellen Aminosäure Tryptophan am stärksten ausgeprägt.

## Epidemiologie
Die Krankheit wird autosomal-rezessiv vererbt. Mehrere Autoren, z. B. Tahmoush, Kimmig, berichten aber auch über leichtere Erkrankungen wie Lichtdermatosen und Aminosäureurie bei nahen Verwandten mit wahrscheinlich nur einem defekten Gen. Die Erstmanifestation ist im Kindesalter zwischen drei und neun Jahren. Sie kann auch früher oder erst im Erwachsenen auftreten.
Die Hartnup-Krankheit ist vergleichsweise selten und tritt mit einer Prävalenz von 1:24.000 auf. Bei weitem nicht alle Träger des entsprechenden Gendefekts entwickeln diese Krankheit. Auffallend ist der extreme Unterschied im Verlauf bei Personen, die durch Urin-Reihentests, und jenen, die erst durch einen akuten Ausbruch der Erkrankung gefunden wurden. Bei Ersteren wurden nur leichtere Erkrankungen beobachtet, viele erkrankten gar nicht. Bei Letzteren ist die Sterblichkeitsrate hoch.
Bisher wurden 21 Mutationen von SLC6A19 in Chromosom 5 Genlocus p15.33 identifiziert, die den Aminosäuretransport unterschiedlich beeinträchtigen. Die meisten Betroffenen haben zwei unterschiedliche Mutationen.
Das Allel D173N kommt bei 42 % der durch Urin-Screening bei Neugeborenen in Amerika, Australien und Kanada gefundenen Genträger vor.
Gemeinsamkeiten der D173N-Träger legen einen gemeinsamen Vorfahren vor mehr als tausend Jahren in Westeuropa nahe, etwa im heutigen Frankreich oder auf den Britischen Inseln. Fraglich bleibt, wie das Allel eine so hohe Heterozygotenfrequenz von circa einem von 122 Individuen erreichen konnte, da klare Hinweise auf einen Selektionsvorteil  gesunder Anlageträger fehlen.
Die Autoren postulieren, dass der lange Fortbestand dieses Allels auf seiner Unfähigkeit beruht, den Transport vollständig zu deaktivieren. Bei manchen Mutationen wie den Allelen D173N und P265L ist die Anzahl der Transportkanäle abhängig von ACE2 im Darm bzw. Collectrin (Tmem27) in den Nieren.
Die große Variabilität der Hartnup-Krankheit kann durch die Beteiligung von bis zu sechs genetischen Varianten erklärt werden: Je 1–2 Allele von SLC6A19 und je 2–4 Allele für die komplementäre Expression durch ACE2 und Collectrin. Dadurch wird alles von einer alleinigen und totalen Sperrung des Transports in den Nieren und vielen Zwischenstufen bis zu einer alleinigen und totalen Sperrung des Transports im Darm möglich. Auch das als harmlos geltende Allel D173N hat ohne die komplementäre Expression durch ACE2 und Collectrin ein letales Potential.
Naturgemäß ist es bei der ersten Gruppe einfacher, Daten über eine relativ große Anzahl von Betroffenen zu erhalten, als Daten über die „wilden“ Fälle zu sammeln. Diese Daten beziehen sich jedoch auf Menschen, bei denen lebenslang ein erhöhter Bedarf an Vitaminen und Proteinen berücksichtigt wurde, was neben dem D173N-Allel eine mögliche Erklärung für die milden Verläufe bietet. Dies führte auch weltweit in Fachbüchern und Veröffentlichungen zu einer Darstellung der Hartnup-Krankheit als „benign“ (gutartig).

## Pathogenese
Es handelt sich um eine Störung des Transportes von Aminosäuren durch die Membranen der Körperzellen. Dafür verantwortlich ist der Mangel eines bestimmten kanalartigen Membranproteins (neutraler Aminosäuretransporter), welches für die Durchschleusung von aromatischen und neutralen Aminosäuren durch die Zellen zuständig ist. Der Defekt ist allgegenwärtig, tritt aber in Geweben, die verstärkt für die Resorption (Aufnahme) von Aminosäuren konzipiert sind, deutlicher in Erscheinung. Die Störung betrifft hauptsächlich den oberen Dünndarmabschnitt (Jejunum) und die proximalen Tubuluszellen der Nieren, die den proximalen Tubulus bilden.
Durch das Unvermögen der Niere, bestimmte Aminosäuren im Blut zu halten (verminderte Rückresorption), sammeln sich diese im Harn und gehen dem Körper folglich verloren. Im Urin finden sich Alanin, Serin, Threonin, Valin, Leucin, Isoleucin, Phenylalanin, Tyrosin, Tryptophan, Glutaminsäure, Asparagin und Histidin.
Vorausgesetzt, die Proteinaufnahme ist befriedigend, ist die im Urin ausgeschiedene Menge ernährungsphysiologisch unbedeutend.
Wäre die Anomalie auf die Nieren beschränkt, würde sie keine Symptome verursachen und wäre kaum erkannt worden.
Eine Resorptionsstörung dieser Aminosäuren im Dünndarm hat schwerwiegende Folgen. Ein Mangel dieser Substanzen im Körper ist eine Konsequenz dieser Resorptionsstörung. Der größte Teil der für den Lebenserhalt notwendigen essentiellen Aminosäuren wird durch Aminosäure-Recycling im Darm gewonnen.
Fortlaufend wird im Körper eine große Anzahl von Zellen abgebaut. Diese Zellen werden zerlegt und die Bestandteile – unter anderem Aminosäuren – in den Darm ausgeschieden. Bei der Hartnup-Krankheit gehen dabei die für den Körper wertvollen Aminosäuren durch die verminderte Rückresorption weitgehend verloren. Dadurch kann der Bedarf einer äußeren Zufuhr der von dem Transportdefekt betroffenen Aminosäuren stark ansteigen und ein Ausmaß erreichen, das durch bloße Nahrungsaufnahme nicht befriedigt werden kann.
Auch normalerweise für Menschen nicht essentielle Aminosäuren können dadurch essentiell werden.
Der menschliche Stoffwechsel kann fehlende Substanzen oftmals selbst herstellen und damit das Defizit auch weitgehend kompensieren. Problematisch erweist sich jedoch der Mangel an Tryptophan, einer essentiellen Aminosäure. Für dieses Molekül gibt es im menschlichen Stoffwechsel keine Möglichkeit zur Synthese.
Ein Mangel an Tryptophan kann begrenzt durch eine Substitution mit dessen Folgeprodukten Niacin und Nicotinamid beseitigt werden. Individuell unterschiedlich werden 1/80 bis 1/40 des Tryptophans in Nicotinamid umgewandelt. Durch eine erhöhte Zufuhr von Nicotinamid muss der Körper weniger Tryptophan umwandeln, wodurch mehr für andere Zwecke zur Verfügung steht.
Nicht resorbiertes Tryptophan wird im Darm durch Bakterien zu diversen Indolverbindungen metabolisiert. Diese werden im Gegensatz zum Tryptophan sehr wohl vom Darm resorbiert. Außerdem können sie die Blut-Hirn-Schranke überwinden. Viele zentralnervöse Symptome werden darauf zurückgeführt.

## Symptomatik
Das Krankheitsbild gleicht im Wesentlichen dem der Pellagra (Niacinmangel).
Bei Mangel an essentiellen Aminosäuren können auch die Symptome von Kwashiorkor auftreten.
Auslösende Faktoren für einen Krankheitsschub sind Fieber oder einige fiebersenkende Medikamente, starke Sonnenexposition, Stress und bestimmte Medikamente (Sulfonamide), Inhibitoren des Vitamin-B-Komplexes, insbesondere von (Niacin), (Riboflavin) und (Pyridoxin).
Pellagra kann auch zu Störungen im Porphyrinstoffwechsel führen.
Porphyrieauslösende Medikamente können diese Störungen verstärken und schließlich einen Hartnup-Schub auslösen. Einige Mutationen können auch durch auf den Blutdruck wirkende Medikamente aktiviert werden (ACE2).
- Haut: Kennzeichnend für dieses Syndrom sind Hautläsionen in Form von erythematösen Ekzemen.
- Darm: Es kommt zu wiederkehrenden Durchfällen (Diarrhö).
- ZNS: Intermittierend finden sich neurologische oder psychiatrische Symptome. Es kann zu Störung der Bewegungskoordination (Ataxie), (Parkinsonoid), Lähmungen (Paresen) oder Stimmungsschwankungen kommen. Selten werden auch demenzähnliche Zustände, Schielen (Strabismus) und Krampfanfälle (Konvulsionen) beschrieben.
- Immunsystem: Mangelernährung schädigt das Immunsystem, Häufigkeit und Schwere von Infektionen nehmen zu.[17] Eine besondere Bedeutung für das Immunsystem haben L-Cystin und L-Cystein, welche deshalb Angriffsziele von HIV sind.[18] L-Cystin kann bei Hartnup essentiell werden.
- Leber, Nebennieren und Bauchspeicheldrüse: Pellagrakranke zeigen mit bemerkenswerter Regelmäßigkeit Überempfindlichkeit gegen Insulin. Zwei Organe, die Nebennieren und die Leber, beteiligt (mit anderen) in der Regulation des Kohlenhydrat-Stoffwechsels, zeigen schwere anatomische Schäden in den meisten Pellagrakranken.[19] Auch bei Hartnup wurden Schäden an diesen Organen berichtet.[10][20]

## Diagnose
Jeder Patient, der an pellagraartigen Symptomen erkrankt und bei dem der für diese Krankheit typische ernährungsbedingte Niacinmangel nicht nachvollziehbar ist, sollte auf das Vorhandensein des Gendefekts für die Hartnup-Krankheit untersucht werden. Bei der relativ hohen Zahl an gefundenen Mutationen ist das aber sehr schwierig.
In einer Studie wurden nicht alle ursächlichen Allele in allen betroffenen Personen identifiziert, was die Möglichkeit erhöht, dass neben SLC6A19 andere Gene zur Hartnup-Krankheit beitragen könnten.
Die Diagnose der Hartnup-Krankheit kann meist mittels Urinanalyse durchgeführt werden. Man findet häufig eine neutrale Aminoazidurie (Vorhandensein von Aminosäuren im Harn). Durch eine nicht vorhandene Aminoazidurie kann die Hartnup-Krankheit jedoch nicht ausgeschlossen werden, wenn von einer ausreichenden Ernährung ausgegangen werden kann. Es wurden auch zwei Fälle von Hypoaminoazidurie berichtet.
Durch den Transportdefekt kann auch bei normalen Blutwerten ein Mangel in den Zellen bestehen.
Paradoxerweise können durch die eingeschränkte Aufnahmefähigkeit der Zellen die Blutwerte der betroffenen Aminosäuren sogar erhöht sein, wenn auch bei weitem nicht so stark wie z. B. bei Hypertryptophanämie.
Bei fehlender Aminoazidurie und scheinbar normalen Blutwerten kann ein einfacher Test auf Porphyrogene (Indolylacrylsäure und nahe Verwandte, Absorptionsmaximum von 509 µm) einen weiteren Hinweis geben.
Dabei wird in den Morgenurin etwas Salzsäure geben (pH = 2 bis 2,5) und die Probe erwärmt. Vorhandene Porphyrogene bilden dann einen roten Farbstoff, durch den sich der Urin nahezu schwarz verfärben kann. Dieser Test kann auch bei Porphyrie und einigen anderen Erkrankungen sowie nach Einnahme von Phenothiazinderivaten positiv sein.
Referenzbereich Tryptophan im Plasma oder Serum:
- Säuglinge: 25 µmol/l bis 69 µmol/l (0,5 mg/dl bis 1,3 mg/dl)
- Kinder: 32 µmol/l bis 79 µmol/l (0,6 mg/dl bis 1,6 mg/dl)
- Erwachsene: 34 µmol/l bis 90 µmol/l (0,7 mg/dl bis 1,7 mg/dl)

Von einigen Laboratorien werden irrtümlich extrem niedrige untere Grenzwerte, bis hinunter zu 10 µmol/l, angegeben, die unter Umständen schon letal sein können.

## Therapie
Die Behandlung besteht in der Verabreichung der fehlenden Substanzen (Substitutionstherapie). Eine tägliche Nahrungsergänzung von 50 bis 250 mg Nicotinamid verbessert die Situation meist bedeutend, manchmal bewirkt es nur wenig oder bleibt wirkungslos. Aufgrund der Lebertoxizität von Nicotinamid wird jedoch besser Niacin eingenommen. Tägliche Dosen bis 3 Gramm Niacin in einer Erstphase und danach 500 mg pro Tag in der Erhaltungsphase sind ideal. Das bei Niacin entstehende Flushing wird zwar oft als unangenehm empfunden, geht jedoch nach ein paar Wochen wieder weg.
Üblicherweise wird eine proteinreiche Diät mit hohem Anteil an Tryptophan empfohlen. Tryptophan findet sich hauptsächlich in Milch und Milchprodukten sowie in Geflügel, Rindfleisch, Nüssen und Kartoffeln.
In schweren Fällen ist es nicht möglich, den Blutspiegel der von dem Transportdefekt betroffenen Aminosäuren durch eine mit Proteinen angereicherte Diät signifikant zu erhöhen. Der Mangel muss dann durch Umgehung des Transportdefekts mittels intravenöser Substitution oder oraler Substitution mit chemisch abgewandelten Aminosäuren beseitigt werden. Geschieht dies nicht, so führt der Mangel mittelfristig zu schweren Schäden und langfristig zum Tod.
Die Photodermatosen sind mit einer harnstoffhaltigen (10 bis 15 %) Salbe gut behandelbar, auch bei Blasenbildung.

## Historisches
Im Jahr 1955 wurde von Hersov der erste bekannte Fall  wissenschaftlich beschrieben: ein 10-jähriger Junge mit psychotischer Neigung und Dermatose, jedoch ohne eruierbare Pellagra, sprach gut auf die Gabe von Nikotinamid an. Ausführlich beschrieben wurde die Krankheit schließlich 1956 in London bei einer konsanguinen Familie namens Hartnup, bei welcher vier von acht Kindern Symptome der Krankheit zeigten und nach welcher die Krankheit schließlich benannt wurde. Später konnte bei dieser Familie die Splice-Variante IVS8+2G festgestellt werden, die mit einem völligen Funktionsverlust des Proteins einhergeht und später auch in compound-heterozygoten Familien in Australien bestätigt werden konnte.
Möglicherweise litt auch die julisch-claudische Imperatorenfamilie von Julius Caesar bis hin zu Kaiser Nero an dieser Krankheit.